# Simulink
Simulink — інтерактивний інструмент (програмне забезпечення) для моделювання, імітації та аналізу динамічних систем, включаючи дискретні, неперервні та гібридні, нелінійні та розривні системи. Розроблене компанією The MathWorks. Дає можливість будувати графічні блок-діаграми, імітувати динамічні системи, досліджувати працездатність систем і вдосконалювати проекти. Simulink повністю інтегрований з MATLAB, що забезпечує швидкий доступ до широкого спектра інструментів аналізу і проектування. Simulink також інтегрується з Stateflow для моделювання поведінки, викликаної подіями. Ця перевага робить Simulink найпопулярнішим інструментом для проектування систем керування і комутації, цифрової обробки і інших додатків моделювання.

## Ключові особливості
- Інтерактивне графічне середовище для побудови блок-діаграм;
- Розширювана бібліотека готових блоків;
- Засоби побудови багаторівневих ієрархічних багатокомпонентних моделей;
- Засоби навігації та налаштування параметрів складних моделей — Model Explorer;
- Засоби інтеграції готових C/C++, FORTRAN, ADA та MATLAB-алгоритмів у модель, взаємодія з зовнішніми програмами для моделювання
- Сучасні засоби вирішення диференціальних рівнянь для неперервних, дискретних, лінійних та нелінійних об'єктів (в тому числі з гістерезисом та розривами);
- Імітаційне моделювання нестаціонарних систем за допомогою вирішувачів[2] зі змінним та постійним кроком чи методом керованого з MATLAB пакетного моделювання;
- Інтерактивна візуалізація вихідних сигналів, засоби налаштування та завдання вхідних впливів;
- Засіб відлагодження та аналізу моделей;
- Повна інтеграція з MATLAB, включаючи численні методи, візуалізацію, аналіз даних та графічні інтерфейси.

## Версії програми
| MATLAB Version | Назва випуску | Версія Simulink | Рік  | Примітки |
| -------------- | ------------- | --------------- | ---- | --- |
| 1.0            |               |                 | 1984 | |
| 2              |               |                 | 1986 | |
| 3              |               |                 | 1987 | |
| 3.5            |               |                 | 1990 | Виконувалася на MS-DOS, але був потрібен щонайменше 386 процесор. Для версії 3.5m потрібен математичний співпроцесор |
| 4              |               |                 | 1992 | Зміна назви з Simulab на SIMULINK                                                                                    |
| 4.2c           | R7            |                 | 1994 | Виконувалася на Windows 3.1. Потрібен математичний співпроцесор                                                      |
| 5.0            | R8            |                 | 1996 | |
| 5.1            | R9            |                 | 1997 | |
| 5.1.1          | R9.1          |                 | 1997 | |
| 5.2            | R10           |                 | 1998 | |
| 5.2.1          | R10.1         |                 | 1998 | |
| 5.3            | R11           |                 | 1999 | |
| 5.3.1          | R11.1         |                 | 1999 | |
| 6.0            | R12           |                 | 2000 | |
| 6.1            | R12.1         |                 | 2001 | |
| 6.5            | R13           | Simulink 5.0.2  | 2002 | |
| 6.5.1          | R13SP1        | Simulink 5.1    | 2003 | |
| 6.5.2          | R13SP2        | Simulink 5.2    | 2003 | |
| 7              | R14           | Simulink 6.0    | 2004 | |
| 7.0.1          | R14SP1        | Simulink 6.1    | 2004 | |
| 7.0.4          | R14SP2        | Simulink 6.2    | 2005 | |
| 7.1            | R14SP3        | Simulink 6.3    | 2005 | |
| 7.2            | R2006a        | Simulink 6.4    | 2006 | |
| 7.3            | R2006b        | Simulink 6.5    | 2006 | |
| 7.4            | R2007a        | Simulink 6.6    | 2007 | |
| 7.5            | R2007b        | Simulink 7.0    | 2007 | Останній випуск для Windows 2000 та PowerPC Mac.                                                                     |
| 7.6            | R2008a        | Simulink 7.1    | 2008 | |
| 7.7            | R2008b        | Simulink 7.2    | 2008 | |
| 7.8            | R2009a        | Simulink 7.3    | 2009 | Перший випуск для 32-bit & 64-bit Windows 7.                                                                         |
| 7.9            | R2009b        | Simulink 7.4    | 2009 | Перший випуск для 64-bit Mac та останній для Solaris SPARC.                                                          |
| 7.10           | R2010a        | Simulink 7.5    | 2010 | Останній випуск для Intel 32-bit Mac.                                                                                |
| 7.11           | R2010b        | Simulink 7.6    | 2010 | |
| 7.12           | R2011a        | Simulink 7.7    | 2011 | |
| 7.13           | R2011b        | Simulink 7.8    | 2011 | |
| 7.14           | R2012a        | Simulink 7.9    | 2012 | |
| 8              | R2012b        | Simulink 8.0    | 2012 | |
| 8.1            | R2013a        | Simulink 8.1    | 2013 | |
| 8.2            | R2013b        | Simulink 8.2    | 2013 | |
| 8.3            | R2014a        | Simulink 8.3    | 2014 | |
| 8.4            | R2014b        | Simulink 8.4    | 2014 | |
| 8.5            | R2015a        | Simulink 8.5    | 2015 | |
| 8.6            | R2015b        | Simulink 8.6    | 2015 | Останній випуск для 32-bit Windows                                                                                   |
| 9.0            | R2016a        | Simulink 8.7    | 2016 | |
| 9.1            | R2016b        | Simulink 8.8    | 2016 | |
| 9.2            | R2017a        | Simulink 8.9    | 2017 | |
| 9.3            | R2017b        | Simulink 9.0    | 2017 | |
| 9.4            | R2018a        | Simulink 9.1    | 2018 | |
| 9.5            | R2018b        | Simulink 9.2    | 2018 | |
| 9.6            | R2019a        | Simulink 9.3    | 2019 | Simulink Onramp; Schedule Editor;                                                                                    |
| 9.7            | R2019b        | Simulink 10.0   | 2019 | Toolstrip; Messages; Blockset Designer; Subsystem Reference                                                          |